# 19543 Burgoyne
19543 Burgoyne este un asteroid din centura principală de asteroizi.

## Descriere
19543 Burgoyne este un asteroid din centura principală de asteroizi. A fost descoperit pe 10 mai 1999 la Socorro, New Mexico, în cadrul proiectului LINEAR. Asteroidul prezintă o orbită caracterizată de o semiaxă mare de 2,23 ua, o excentricitate de 0,19 și o înclinație de 6,1° în raport cu ecliptica.